# 第二次世界大戰期間的瑞典

1942年瑞典的地理位置图
瑞典
纳粹德国
纳粹德国占领区
轴心国、战时盟国和第二次世界大戰傀儡政權列表
同盟国以及同盟国占领区
其他中立势力

第二次世界大战期间，瑞典奉行中立政策。二战爆发後，瑞典凭借其在斯堪的纳维亚半岛的地缘政治位置、面对不可预知的事件时的现实政治操作以及1942年后的军事集结，在整个战争期间保持了官方的中立地位。自1814年拿破仑战争结束和反挪威战役以来，瑞典在一个多世纪的国际关系中一直保持中立，也长期是第二次世界大戰中立國。:p34
瑞典政府也做出过一些让步，有时为了支持德国和后来的同盟国而破坏了国家的中立。对于轴心国，在德国入侵苏联期间，瑞典曾允许德国国防军使用瑞典铁路将德国第163步兵师与重型武器从挪威运至芬兰。直到1943年，在挪威和德国之间休假的德国士兵都可以自由通过瑞典。整个战争期间，铁矿被出售给德国。而对于同盟国来说，瑞典分享了军事情报，并帮助训练来自丹麦和挪威的难民士兵，用于解放他们的祖国。:p38
瑞典的中立性仍是一个争论不休的话题。支持者认为，在二战期间，瑞典宽松了难民接受政策，接纳了数千名来自挪威和丹麦的犹太人和持不同政见者。相反，温斯顿·丘吉尔等反对者则认为，瑞典 "忽视了战争中更大的道德问题，为了利益而两头赚钱"。

## 背景

### 政治
自1554年到1809年，瑞典与俄罗斯两国之间有67年处于战争状态，瑞典视俄罗斯为历史宿敌。1809年芬兰战争战後，整个芬兰被割让给俄罗斯，瑞典的领土面积削减近三成。

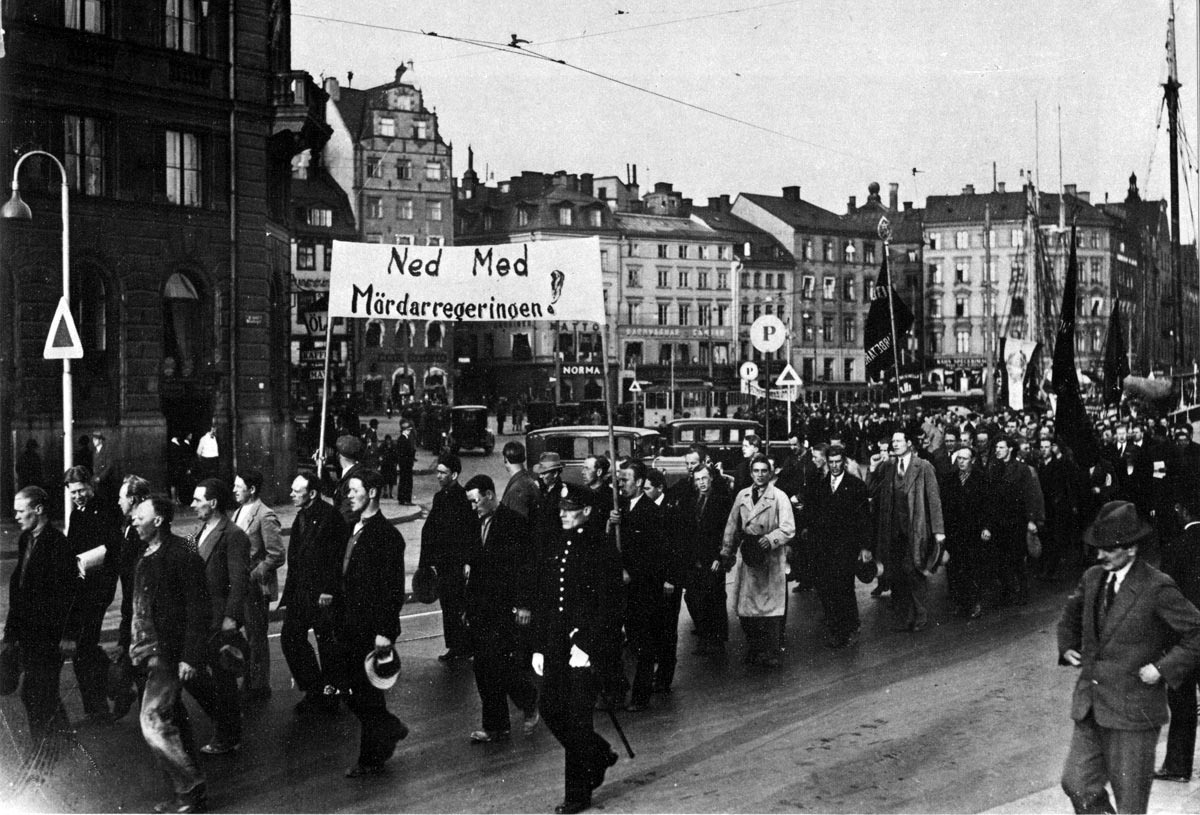
大萧条时期的奥达伦大罢工

19世纪末20世纪初，瑞典和其他许多国家一样存在大量的罢工，仅1908年，瑞典就发生了约300次罢工。由此，瑞典进行了一系列的民主改革，并限制工作时长，试图解决这一问题。大萧条後，瑞典也受到波及，出口减少，失业率上升，引发过全国性质的罢工，但是影响相对较浅。
瑞典在第一次世界大战期间保持中立，但倾向于站在同盟国一边。

### 军事
战间期，瑞典的坦克数量很少，有时整个装甲部队只有10辆Stridsvagn mf/21s坦克。1936年的《国防法案》决定组建两个坦克营，相关"军队采购"负责人法勒·布尔曼表示：:p53
... Härför krävdes total nyanskaffning av deras viktigaste innehåll, stridsvagnarna. Redan på ett tidigt stadium fick vi dock klart för oss att om vi enbart valde kanonutrustade vagnar skulle de högst komma upp till ett antal av 15–20.

（这就需要购买主要军事装备——坦克。在早期我们就很清楚，如果只选择配备大炮的坦克，我们最多只能拥有15-20 辆。）——Försvarsbeslut
于是，瑞典还购买了装备机枪的坦克。到1939年，瑞典已拥有48辆捷克斯洛伐克制造的装备机枪的坦克和约20辆装备有20毫米主炮的 Stridsvagn L-60坦克。:p54

## 战时

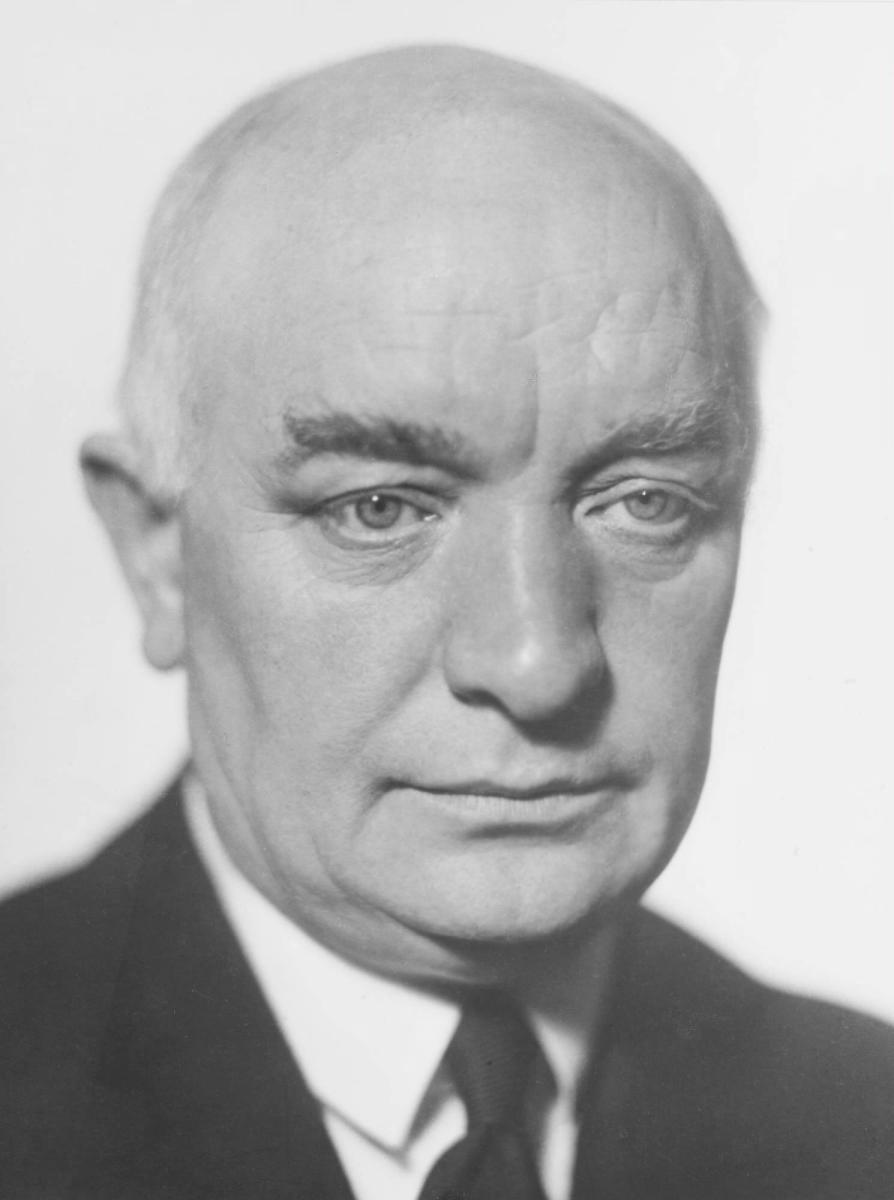
1939年9月1日，瑞典首相佩尔·阿尔宾·汉森宣布瑞典中立

1939年9月1日，德国入侵波兰。同一天，时任瑞典首相佩尔·阿尔宾·汉森在广播中向人民发表讲话，确立了瑞典在整个二战期间的首要目标：不惜一切代价让瑞典远离战争，並宣布中立，但二战期间多次向轴心国和同盟国提供援助，一再偏离中立。而在冬季战争中，瑞典宣布自己不是中立国，而是“非交战国”。:p126:p166

### 外贸
第二次世界大战期间，瑞典并未遭到直接攻击。然而，瑞典遭到了英国和德国的海上封锁，以及苏联对一些城市的意外轰炸，导致食品和燃料供应出现问题。在1940年，德国入侵丹麦和挪威，对北海实施封锁以后，每批货物都必须与英国和德国当局进行谈判，大大减少了贸易量。1938年至1944年间，瑞典的石油产品和煤炭进口分别下降了88%和53%，天然橡胶、合金金属、食物等也存在严重短缺，导致瑞典对燃料和食物实行配給制。
德国自然资源有限，依赖大量进口各种商品和原材料，包括铁矿石，而稳定的铁矿石供应对于生产钢铁以维持其战争努力和整体经济至关重要。战前德国便已经在瑞典拥有一些矿场，因而在二战期间，瑞典与德国进行了大量商品贸易，特别是铁、铁制品、滚珠轴承和卡车。尽管瑞典在战争初期从美国订购了战斗机，但1940年美国政府停止出口，只得转而从意大利购买飞机。:p338–351随着战争的进展，橡胶和金属等战略产品也被禁售。英国也数次通过特别行动从瑞典进口轴承。
1943年下半年开始，美国试图削弱德国继续战争的能力，对德国的滚珠轴承产业进行集中轰炸，同时进行了贸易谈判，旨在切断瑞典对德国的滚珠轴承供应。1943年9月，盟军与瑞典达成协议，停止对德国的滚珠轴承出口，转而对英国增加出口，但瑞典仍能继续向德国提供滚珠轴承钢。持续的外交压力加上德国军事地位的恶化最终使得瑞典在1944年11月选择结束与德国的贸易。

### 冬季战争
1939年11月，芬兰与苏联爆发战争。尽管芬兰政府多次恳求，但瑞典政府拒绝在冬季战争期间与红军展开军事行动。但此时，瑞典宣布自己是“非交战国”，而非中立国，多达8,000名瑞典人自愿前往芬兰参战，並接收了约70,000名寻求庇护的芬兰儿童。:p136

#### 同盟国的潜在入侵

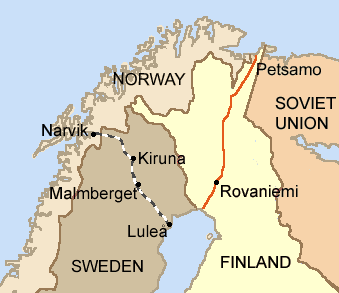
法国和英国向芬兰提供了援助，条件是芬兰必须自由通过中立的挪威和瑞典，而不是选择连通苏联占领的佩察莫省的道路。

德国工业严重依赖瑞典铁矿石。盟军本打算利用冬季战争作为掩护，夺取瑞典北部的重要铁矿床以及运往德国的挪威港口。该计划需要获得挪威和瑞典的许可，派遣一支远征军，打着帮助芬兰人的幌子横穿挪威和瑞典北部前往芬兰，一旦到位就要控制港口和铁矿，占领耶夫勒和吕勒奥等城市，阻止德国开采瑞典铁矿石。然而，瑞典和挪威都意识到了这一点，以及由此引发的发动战争的可能性，拒绝批准这一提议。
瑞典和挪威始终不愿让盟军进入其领土，使得盟军决定通过强制手段占领瑞典的铁矿田。但是，随着冬季战争的结束，该计划被放弃。德国人通过截获无线电通讯部分了解盟军的这些意图，加大了他们对于占领丹麦和挪威，保卫运输线的决心。

### 威悉演习行动

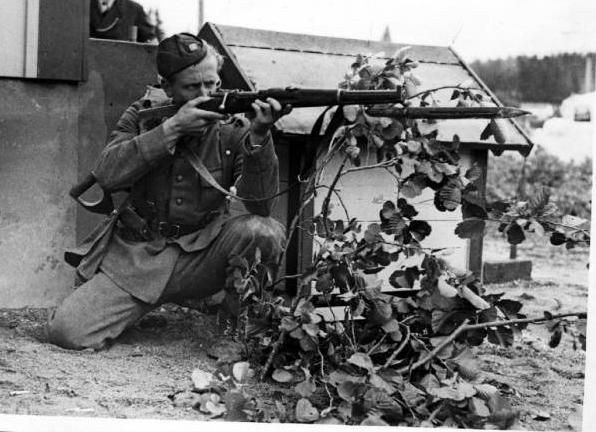
二战时的瑞典士兵

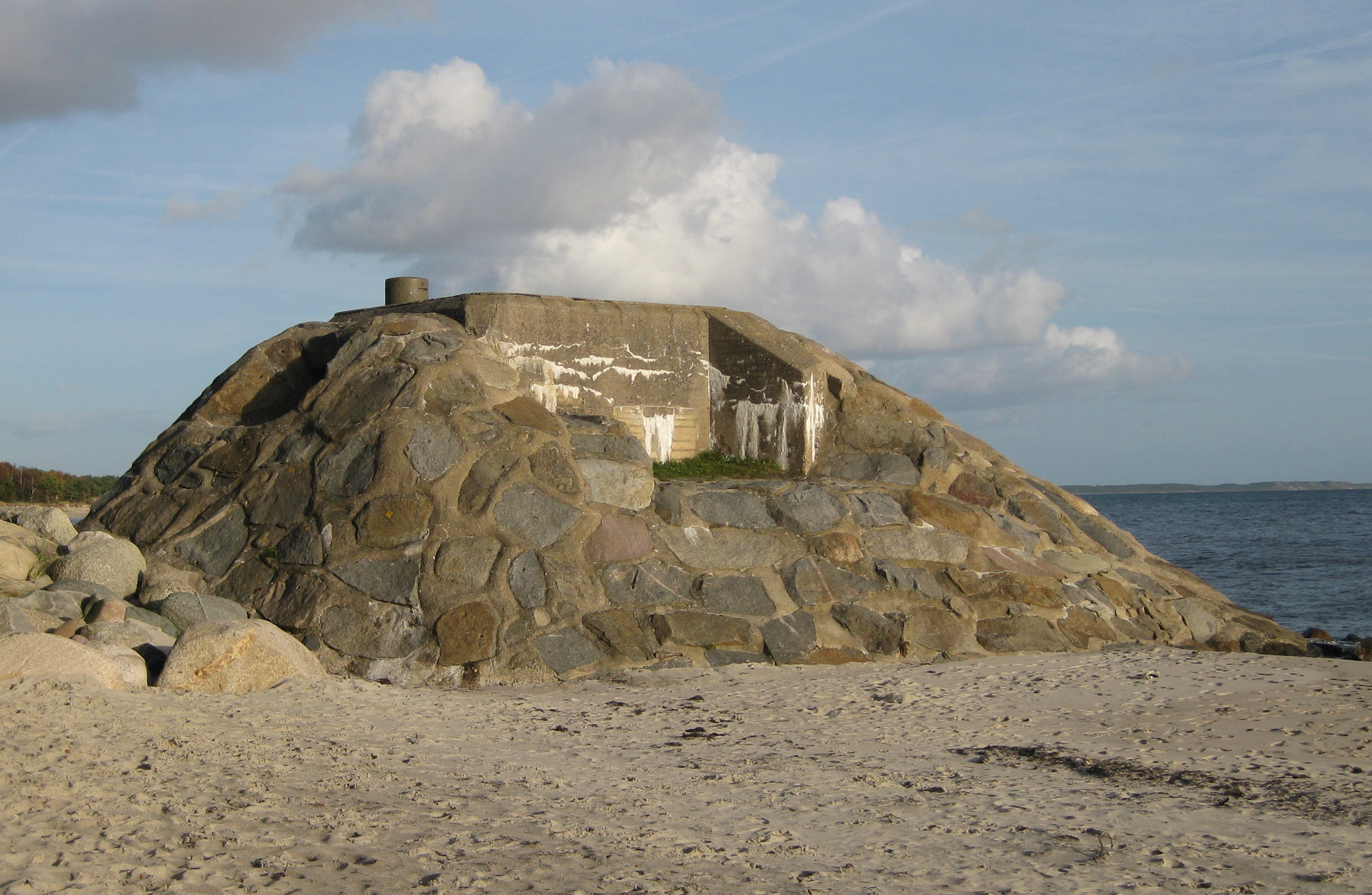
斯科内线海岸上修筑的防御工事

1940年4月9日，德国发动威悉演习行动，目的是同时占领丹麦和挪威，并在挪威发动政变。这一举动对瑞典产生了深远的影响，瑞典与西方世界的贸易往来实际上被切断了，外贸上更依赖德国，但它也降低了瑞典成为正面战场的直接风险。
由于卡尔斯塔德谈判，挪威-瑞典边境线上不得设立任何防御工事。德国入侵挪威时，瑞典开始在挪威边境和斯科讷沿岸修建防御工事。
德国入侵挪威期间，德国要求使用瑞典架设在德国和挪威之间的电话和电报线路。瑞典同意了，但进行了窃听，到1940年更是由瑞典数学家阿尔内·贝乌尔林成功破译，得以提前知晓德军行动。

### 仲夏危机
1941年初夏，德国实施“巴巴罗萨行动”入侵苏联。德国要求瑞典允许德国国防军使用瑞典铁路将德国第163步兵师与重型武器从挪威运至芬兰。瑞典政府在经过两天的内部辩论后批准了这一许可。在瑞典，围绕此事的政治审议被称为“仲夏危机”(瑞典語：Midsommarkrisen)。由于在冬季战争中，瑞典正式宣布自己不是中立国，而是“非交战国”，因而此行为是否违反中立存在争议。

### 1943年以后
1942年末开始，德国经历了一系列的军事失败，被迫采取更加强硬的防御姿态。此时的瑞典越来越清楚德国不太可能赢得战争，开始抵制德国的要求，并在盟军的压力下软化立场。随着德国地位的削弱，盟军敦促瑞典放弃与德国的贸易，并停止所有德国军队在瑞典领土上的调动。瑞典接受了同盟国的赔偿，以补偿因与德国贸易减少而造成的收入损失。

#### 训练挪威和丹麦军队
战争期间，超过50,000名挪威人逃往瑞典。这些难民被送往厄雷德和谢特尔营地。1943年夏天开始，打着训练挪威警察的幌子，挪威军队开始在瑞典接受瑞典政府和挪威流亡政府合作进行的军事训练。一开始新兵只有轻武器，但后来他们能够接受炮兵训练。总共约15,000名士兵接受了训练，编入10个营。战争结束时，其中8营已做好战斗准备，于1945年5月8日进入挪威。
丹麦难民的数量远低于挪威难民，但一支约3,600名丹麦士兵的旅也接受了训练，于1945年5月5日德军投降後进入丹麦。

## 人道主义
二战前，瑞典拒绝了数以千计的欧洲犹太人临时避难的请求。随着战争的天平开始倾斜，1942年，瑞典改变策略，开始援助欧洲犹太人。当德国人开始迫害挪威犹太人时，瑞典政府接收了近900名犹太难民，略多于挪威犹太人口的一半。1943年，瑞典接收了丹麦几乎全部8,000名犹太人。
瑞典的中立使得瑞典能够实际接触德国，这不仅对瑞典情报部门有用，对盟军情报部门也同样有用。瑞典通用电气公司、爱立信、瑞典火柴公司等公司的员工充当了第二次世界大戰期間波蘭抵抗運動的信使。瑞典国王古斯塔夫五世试图利用他与德国领导人的外交关系，说服他们更人道地对待犹太人，王室的亲戚福克·伯纳多特更从纳粹集中营解救了3.1万人，其中包括约6000名犹太人。:37

## 新闻自由

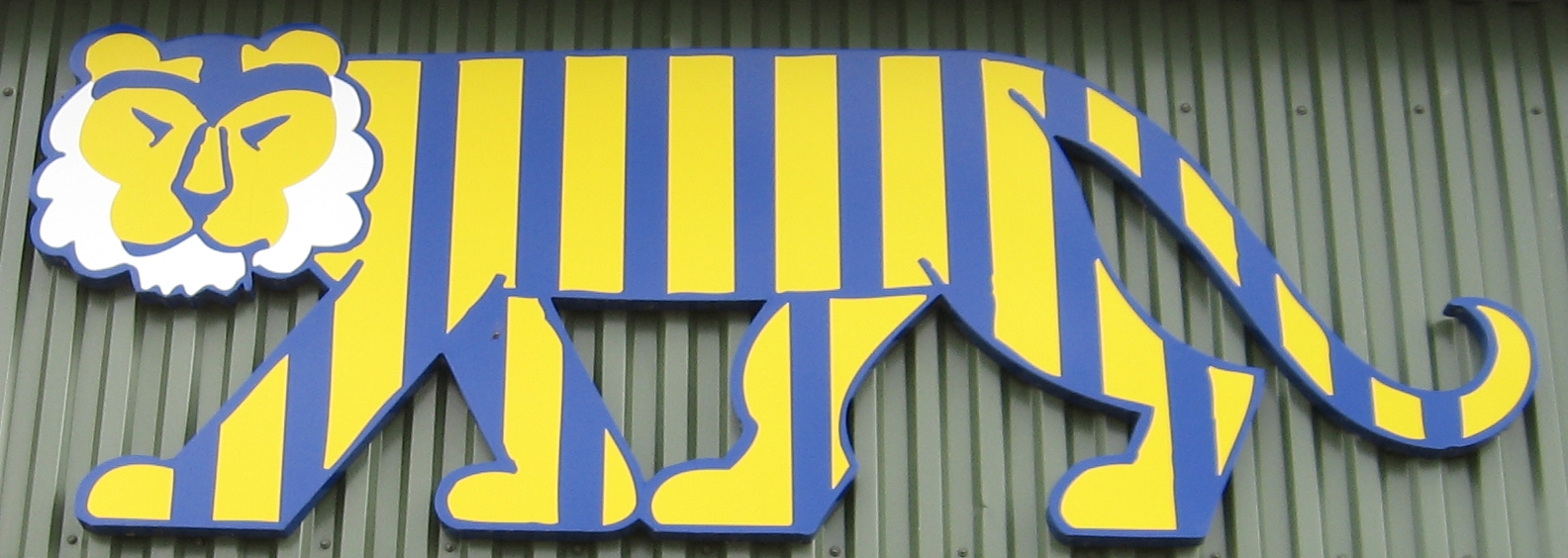
瑞典虎，一张著名的二战海报，提醒瑞典人警惕间谍。

瑞典公众的情绪在瑞典媒体上广泛传播，引起德国政府的强烈抗议，促使瑞典政府对部分媒体进行信息审查。瑞典政府担心，如果媒体过于直言不讳，其中立性可能会受到损害，因而瑞典政府信息委员会（Swedish Government Information Board）确定军事信息发布的范围和内容以防止作战情报泄露，瑞典新闻委员会作为自治团体向那些被认为滥用新闻自由的人发出警告。
第二次世界大战期间，纳粹出版物和共产主义报刊被事实上封禁。由于瑞典宪法保护报纸印刷权，因此这些报刊被禁止运输。:305
从1941年起，瑞典国家信息局开始宣传瑞典虎的形象，希望当时的瑞典人能够保守国家秘密、提防间谍渗透。

## 战後
保持中立给瑞典在战争期间带来了巨大的优势，但战争结束后，欧洲以及美国都对瑞典左右逢源的现象表示不满。温斯顿·丘吉尔等反对者认为，瑞典 "忽视了战争中更大的道德问题，为了利益而两头赚钱"。
对航运业来说，危险远未结束。在国际排雷委员会的协调之下，瑞典跟着排雷直到1976年，瑞典才宣布排完了水域内的水雷。:p39-40

### 引注
1. ↑  Andrén, Nils Bertel Einar. . Norstedts Juridik. 1996. ISBN 978-91-39-00037-2 （瑞典语）.
2. 1 2 3  Linder, Jan. . Stockholm: Svenskt militärhistoriskt bibliotek. 2002. ISBN 91-974056-3-9 （瑞典语）.
3. ↑  . History is Now Magazine, Podcasts, Blog and Books | Modern International and American history. 2017-12-18  [27 May 2021]. （原始内容存档于2021-05-27） （美国英语）.
4. ↑  Mattila, Tapani.  [海防守护国家]. Jyväskylä: K. J. Gummerus Osakeyhtiö. 1983. ISBN 978-951-99487-0-6 （芬兰语）.
5. ↑  Adolfsson 2007, p. 249.
6. ↑  . Svenska Dagbladet. 2017-03-19  [2019-07-26]. ISSN 1101-2412. （原始内容存档于2019-07-26） （瑞典语）.
7. ↑  . 1988  [2019-12-23]. ISBN 91-34-50930-5.
8. ↑  Siney, Marion C. . Conspectus of History. 1975, 1 (2): 13  [5 February 2019]. （原始内容存档于9 August 2023）.
9. ↑  den Hertog, Johan; Kruizinga, Samuël. . Amsterdam University Press. 2011: 107–109  [8 September 2019]. ISBN 978-9052603704. （原始内容存档于9 August 2023）.
10. 1 2 3 4  Wangel, Carl-Axel. . Stockholm: Militärhistoriska Förlaget. 1982. ISBN 978-91-85266-20-3 （瑞典语）.
11. ↑  Åselius, Gunnar. . Psychology Press. 2005. ISBN 0-7146-5540-6.
12. ↑  Lundberg, Lennart. . 1993. ISBN 91-86748-10-6.
13. 1 2 3  Christian Leitz. . Manchester University Press. 2000: 64ff. ISBN 978-071905-068-8.
14. ↑   (PDF).   [2024-07-14]. （原始内容 (PDF)存档于2014-09-12）.
15. ↑  Golson, Eric Bernard.  (PDF). The London School of Economics and Political Science.   [2024-07-14]. （原始内容存档 (PDF)于2024-06-01）.
16. 1 2 3  Ziemke, Earl F. . . United States. Dept. of the Army. Office of Military History. 1960  [20 June 2009]. ISBN 978-1519745088. OCLC 1518217. （原始内容存档于30 December 2007）.
17. ↑  Ziemke, Earl F. . . 2000. （原始内容存档于2007-12-30）.
18. ↑  Högberg, Leif. . 2000. ISBN 91-973900-0-3. 已忽略未知参数|libris= (帮助); 已忽略未知参数|sid= (帮助)
19. ↑  Beckman 2002, p. 105. 的存檔，存档日期19 April 2023.
20. ↑  Harryson, Dick.  [1941年仲夏危机：瑞典一大挑战]. 2020  [2024-07-14]. （原始内容存档于2024-05-31） （瑞典语）.
21. ↑  Johansson, Anders.  [The Forgotten Army: Norway Sweden 1939–1945]. Falun: Fisher & Co Rimbo. 2005. ISBN 978-91-85183-20-3 （瑞典语）.
22. ↑   (PDF).   [6 February 2020]. （原始内容存档 (PDF)于2020-02-06）.
23. ↑  Neuman, Ricki.  [New picture of Sweden during the war years]. Svenska Dagbladet. 25 August 2009. （原始内容存档于2009-08-28） （瑞典语）.
24. ↑  Persson, Sune. . Journal of Holocaust Education. 2000, 9 (2): 237–268. doi:10.1080/17504902.2000.11087111.
25. ↑  David Cesarani; Paul A. Levine (编). . Routledge. 2002. ISBN 9780714682433.
26. ↑  Ilan, Amitzur. . New York, New York: St. Martin's Press, Inc. 1989. ISBN 0-312-03259-5.
27. 1 2  . Stockholm: Fritzes offentliga publikationer. 2004.
28. ↑  Thomsen, Dante.  [Bahnhof cancels their tribute to "En svensk tiger" after arm-twisting]. www.dagensmedia.se. Dagens Media. 1 October 2014  [6 April 2015]. （原始内容存档于23 September 2015）.
29. ↑  Stemme, Fred.  (PDF). www.hourglasshistoricals.com. Hourglass Historicals.   [6 April 2015]. （原始内容存档 (PDF)于2015-04-12）.
30. ↑  . 瑞典广播电台. 2010-10-31  [2024-07-15]. （原始内容存档于2017-03-20）.
31. ↑  . History is Now Magazine, Podcasts, Blog and Books | Modern International and American history. 2017-12-18  [27 May 2021]. （原始内容存档于2021-05-27） （美国英语）.
32. ↑  Lagvall, Bertil. . 1967.
33. ↑  Jansson, Nils-Ove Johansson, Christer. . 2001. ISBN 91-86425-30-7.

#### 英语
- Ziemke, Earl F. . . United States. Dept. of the Army. Office of Military History. 1960  [2024-07-13]. ISBN 978-1519745088. OCLC 1518217. （原始内容存档于2007-12-30）.

#### 瑞典语
- Linder, Jan. . Stockholm: Svenskt militärhistoriskt bibliotek. 2002. ISBN 91-974056-3-9 （瑞典语）.
- Wangel, Carl-Axel. . Stockholm: Militärhistoriska Förlaget. 1982. ISBN 978-91-85266-20-3 （瑞典语）.